# Miðdegishnúkur
Miðdegishnúkur är en bergstopp i republiken Island. Den ligger i regionen Suðurnes, 25 km söder om huvudstaden Reykjavík. Toppen på Miðdegishnúkur är 392 meter över havet.
Runt Miðdegishnúkur är det mycket glesbefolkat, med 5 invånare per kvadratkilometer. Närmaste större samhälle är Hafnarfjörður, omkring 17 kilometer norr om Miðdegishnúkur. Trakten runt Miðdegishnúkur består i huvudsak av gräsmarker.